# 河姆渡文化

河姆渡文化の範囲

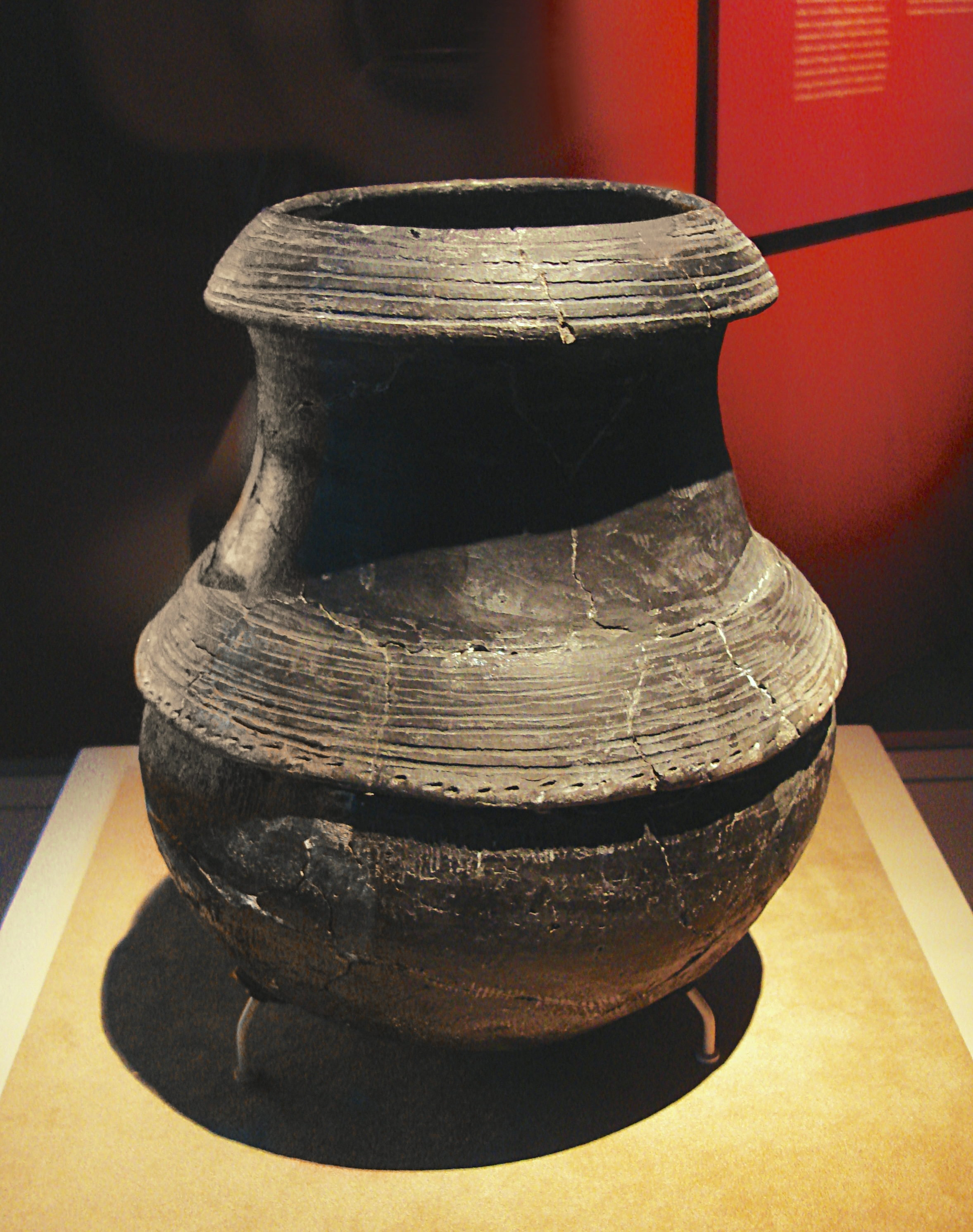
河姆渡文化時期の黒陶

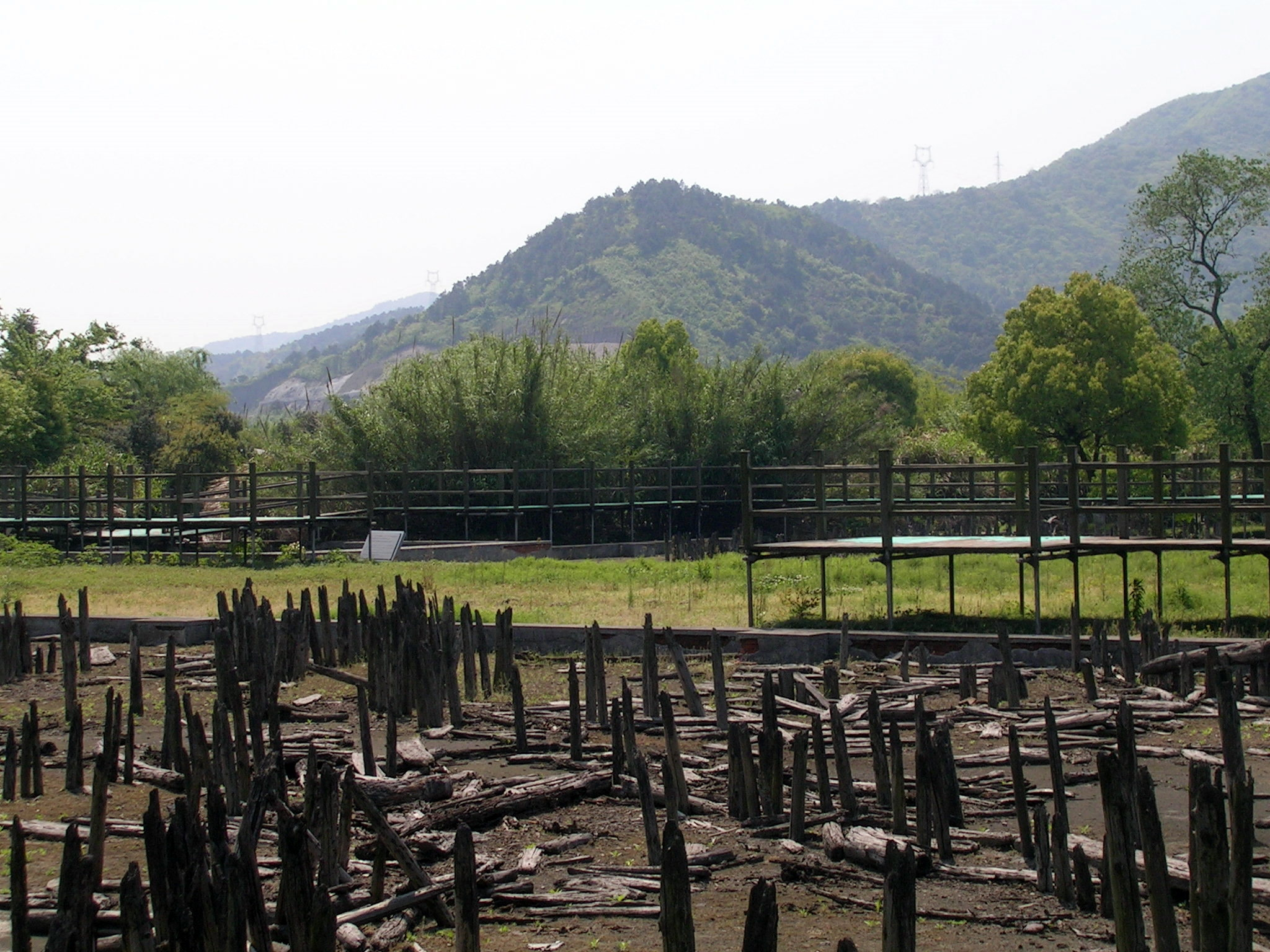
河姆渡遺跡の発掘現場

河姆渡文化（かぼとぶんか、拼音: Hémŭdù wénhuà、Hemudu Culture）は、中国浙江省に紀元前5000年頃-紀元前4500年頃にかけて存在した新石器時代の文化。杭州湾南岸から舟山群島にかけての地域（現在の浙江省東部、寧波市から舟山市）に広がっていた。余姚県の河姆渡鎮の河姆渡遺跡から発見されたことから、河姆渡文化とよばれる。
河姆渡遺跡は1973年に発見され、1973年から74年と1977年から78年の2回にわたり発掘作業が行われた。水稲のモミが大量に発見されたため、人工的かつ大規模に稲の栽培が行われていたことが明らかになった。これは世界でも最古の稲栽培の例である。稲のほかにも、ヒョウタン、ヒシ、ナツメ、ハス、ドングリ、豆などの植物が遺跡から発見されている。その他ヒツジ、シカ、トラ、クマ、サルなどの野生動物や魚などの水生生物、ブタ、イヌ、スイギュウなどの家畜も発見された。
遺跡からは干欄式建築（高床建物）が数多く発見されている。遺物のなかでは石器は比較的少なく、石斧など工具として使われた磨製石器や装飾品として使われたものが発見されている。木器や骨器は多く発見された。その中の「木雕魚」は中国最古の木製装飾物である。また木でできた柄のついた肩甲骨製の耜（シ、すき、田を耕す道具）や刀、銛、弓矢、紡錘や針など大量の紡織用の道具、骨でできた笛や木の太鼓も発見された。河姆渡では中国国内では最古の漆器も発見された。陶器は黒陶、紅陶、紅灰陶など1000度前後の比較的高い温度で焼いたものが見られ、一定の技術的水準にあったことを示している。幾何学模様や植物紋、縄文
などが刻まれており、中には人頭をかたどったものや船をかたどった土器もある。
河姆渡文化は、太湖周辺から杭州湾北部に分布した馬家浜文化（ばかほうぶんか）とほぼ同時期にあたり、異なった文化が互いに影響しあいながら共存していたと見られる。河姆渡遺跡には近くを流れる姚江が2回大きな洪水を起こし流路を変えた跡や、洪水で塩水が田を浸した跡などがあり、こうした災害から遺跡が放棄されたと考えられる。
微生物や花粉などの分析から、河姆渡文化は完新世の気候最温暖期の最中に栄えたと見られる。杭州湾付近の海面水位の研究結果では、今から7000年から5000年前までは海面は低い位置で安定していたが、今から5000年から3900年前には頻繁に氾濫していた。高床式の住居も、頻繁な雨など高温多湿の気候に対するものであった。

## ギャラリー

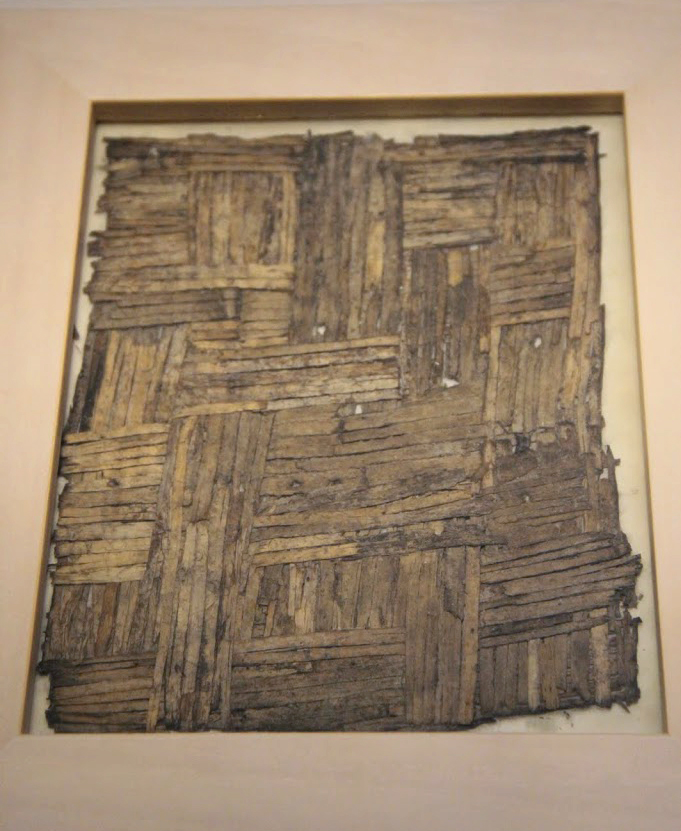
手織りの敷物。1974年に発見された。 （中国国家博物館・北京）
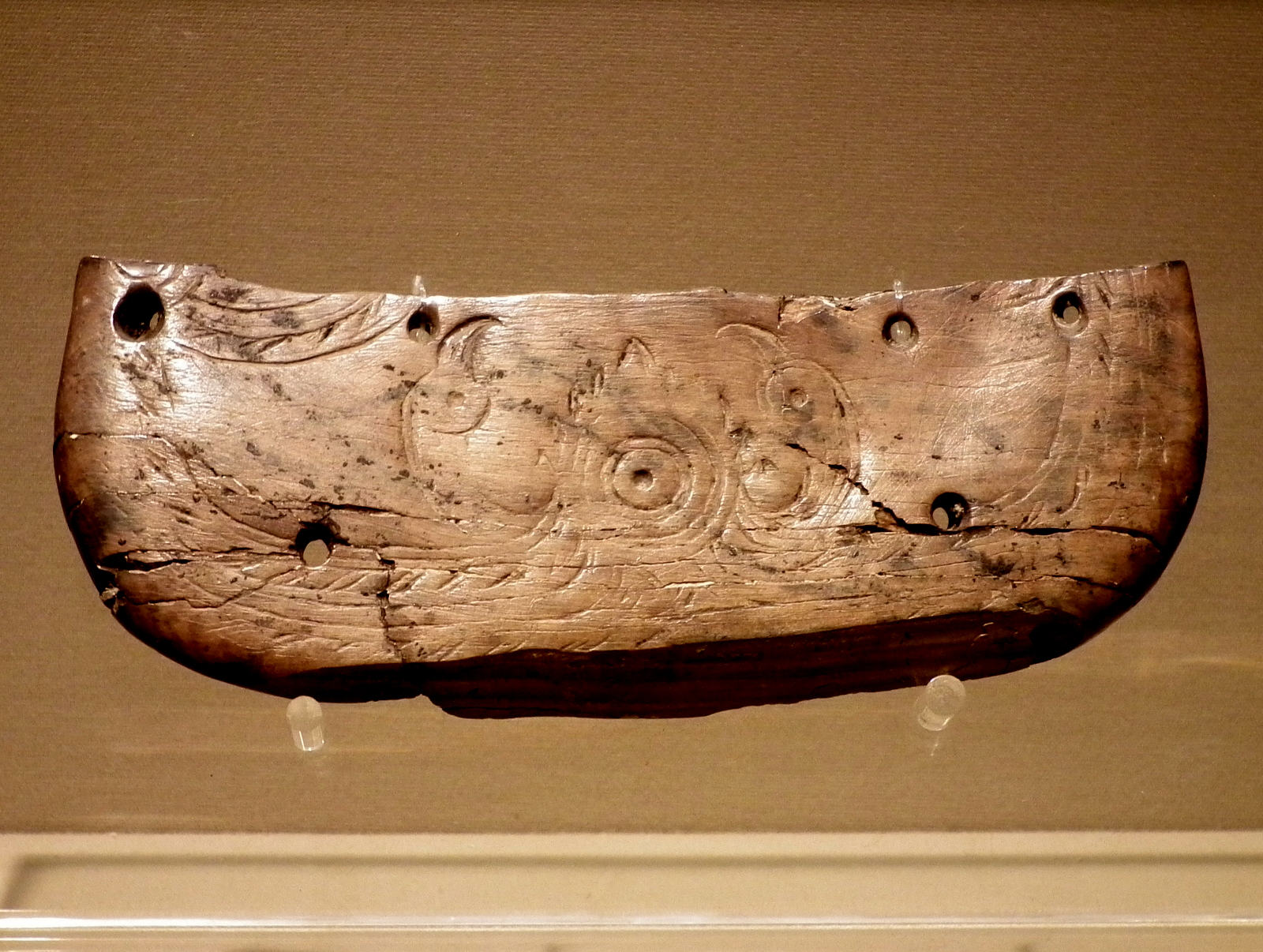
太陽に向かう2羽の鳥が描かれた象牙の容器。 （浙江省博物館）
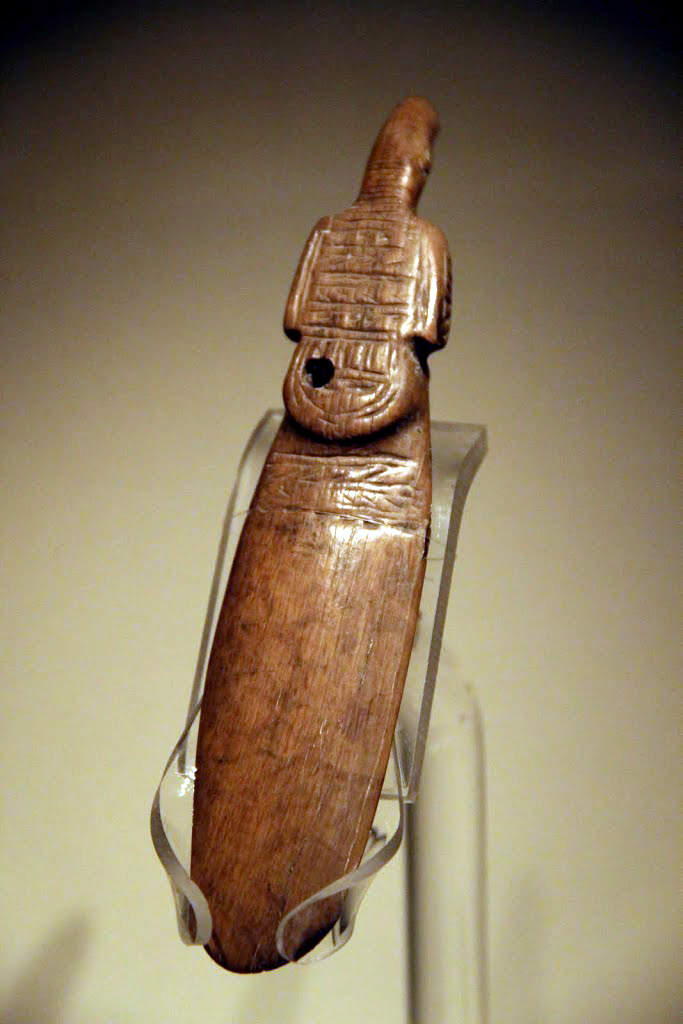
櫂の形をした象牙の鳳凰。余姚市で発見された。（紀元前5200年〜前4200年頃）
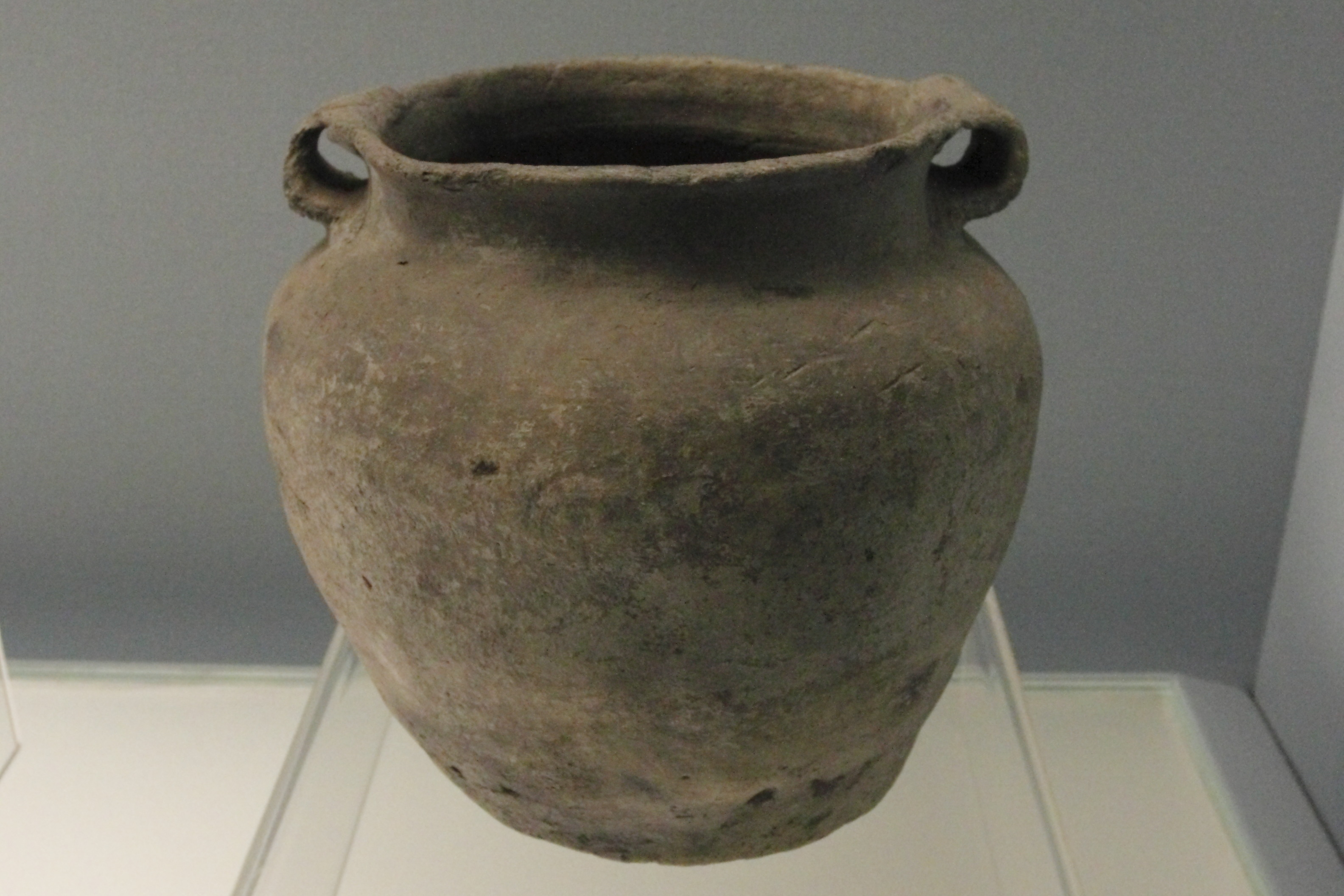
木炭の混じった黒陶の瓶。 （紀元前4800年頃・上海博物館）
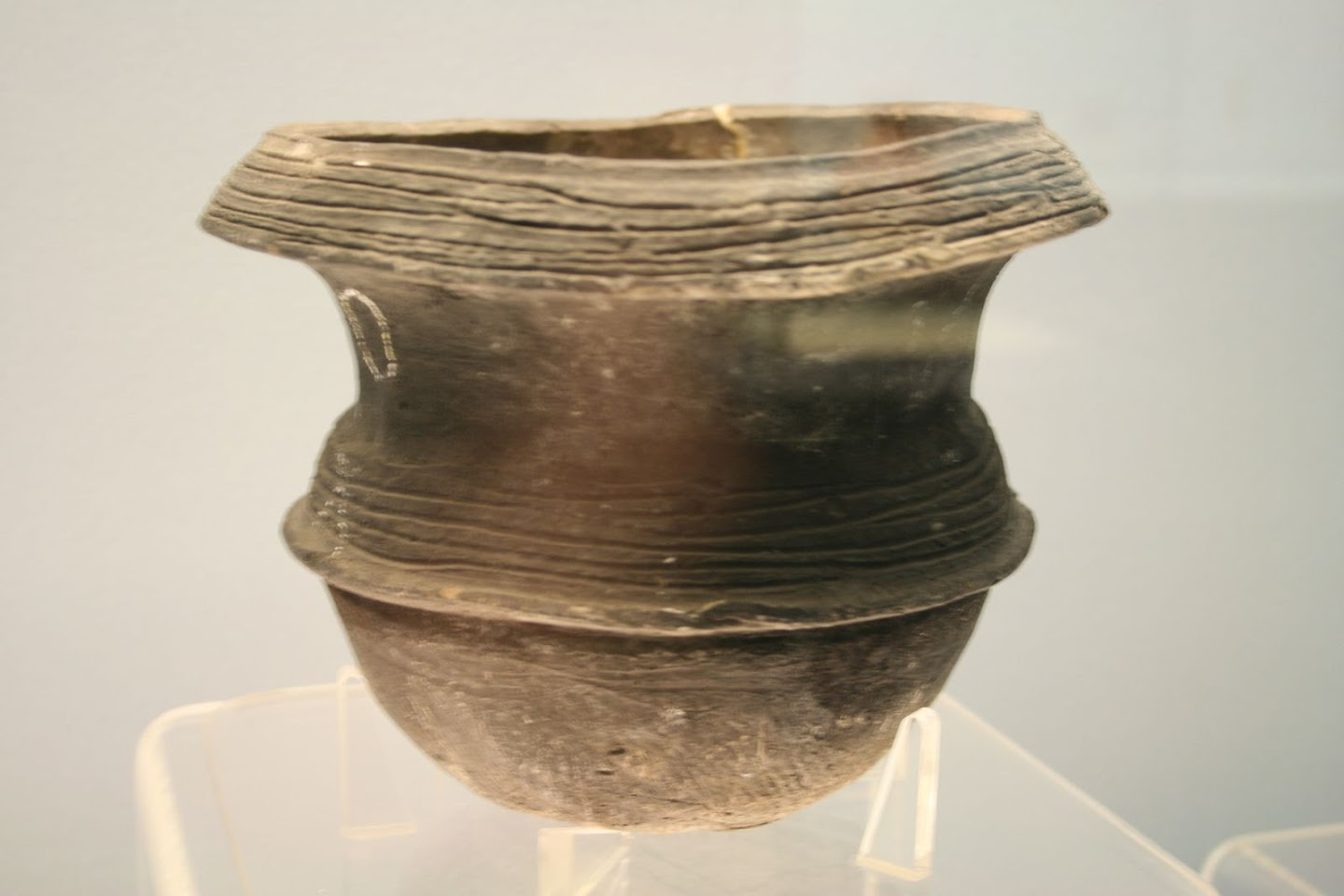
黒陶の大釜。 （上海博物館）
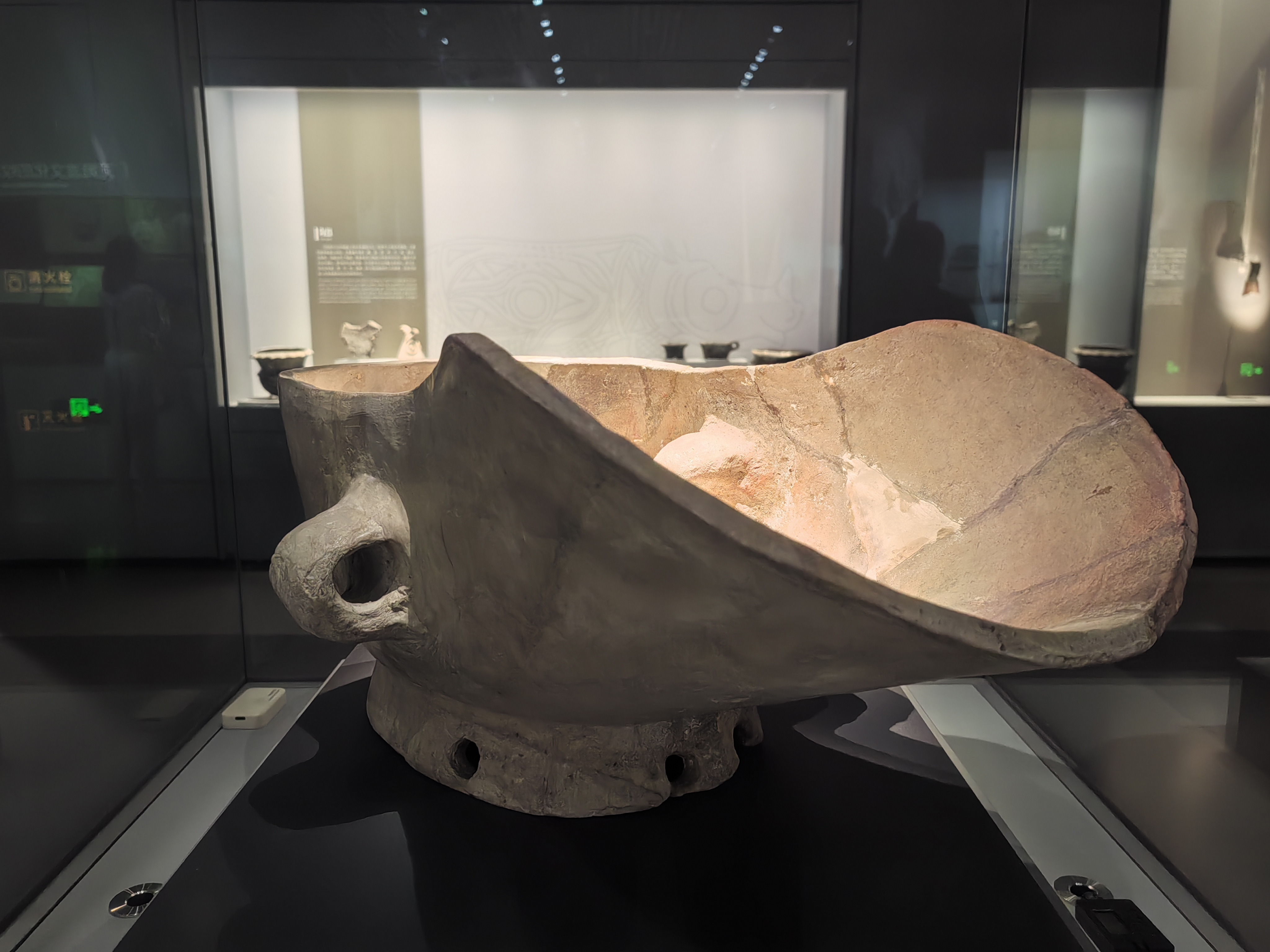
陶器の簡易式竈。1977年に発見された。 （浙江省博物館）
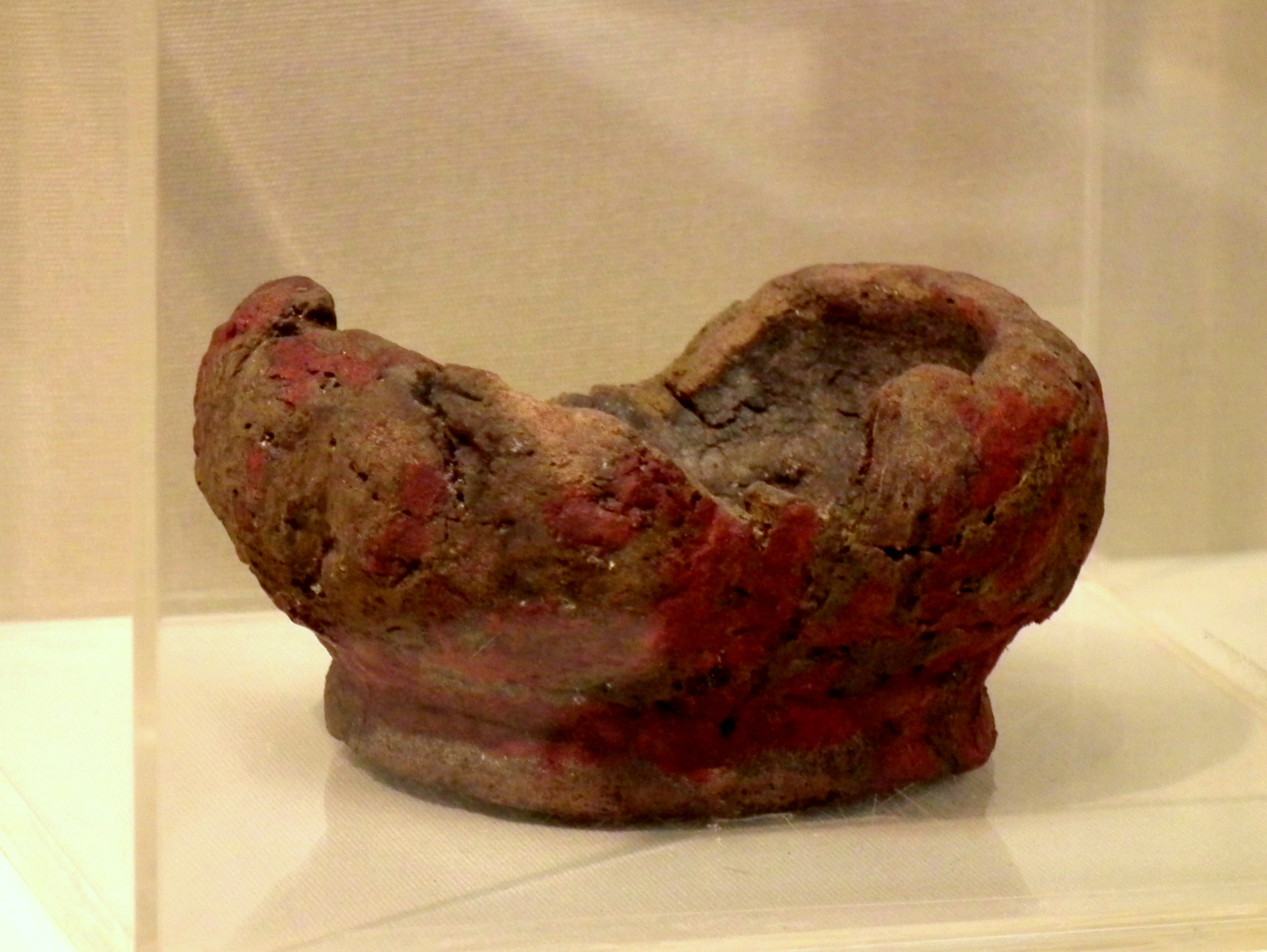
赤い漆の塗られたお椀。 （浙江省博物館）
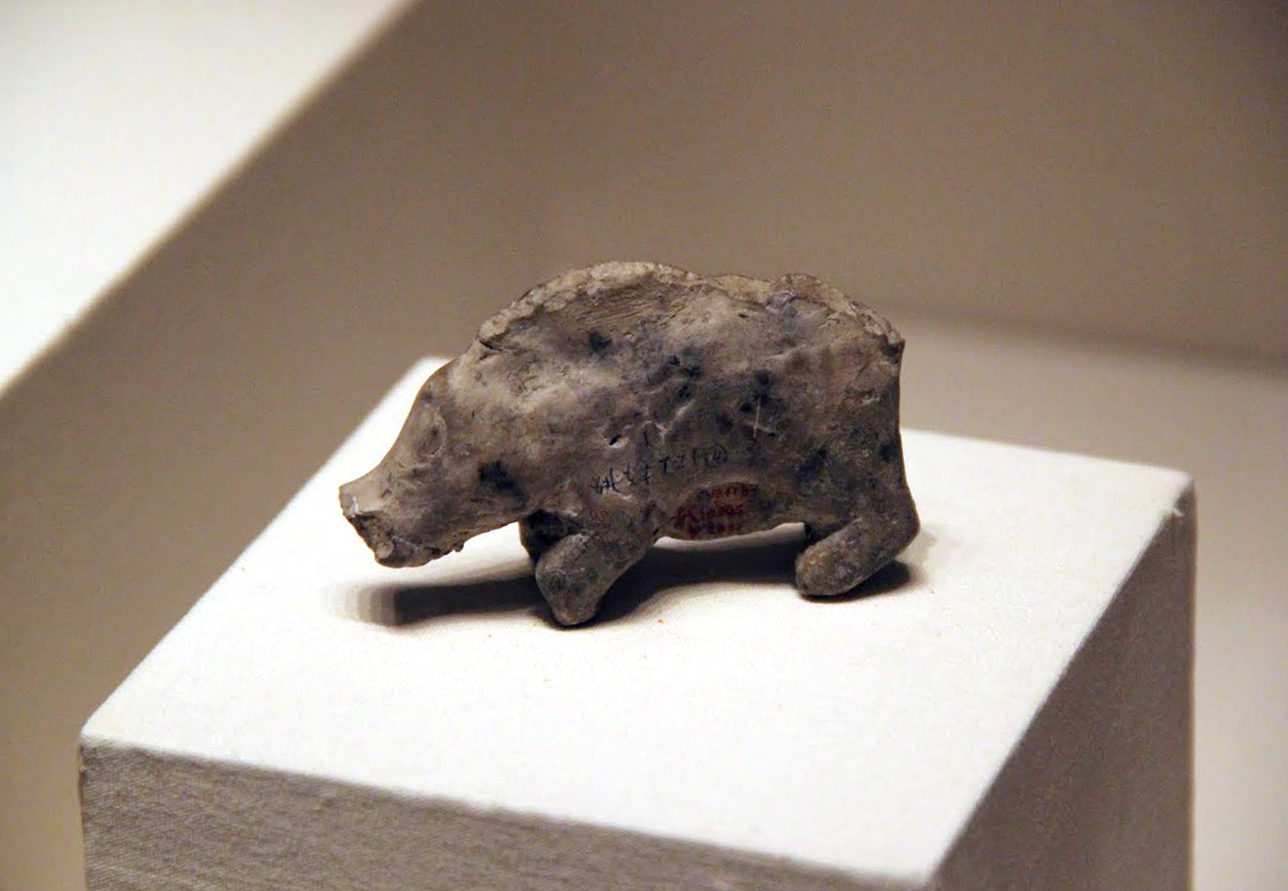
陶器の豚。 （中国国家博物館・北京）
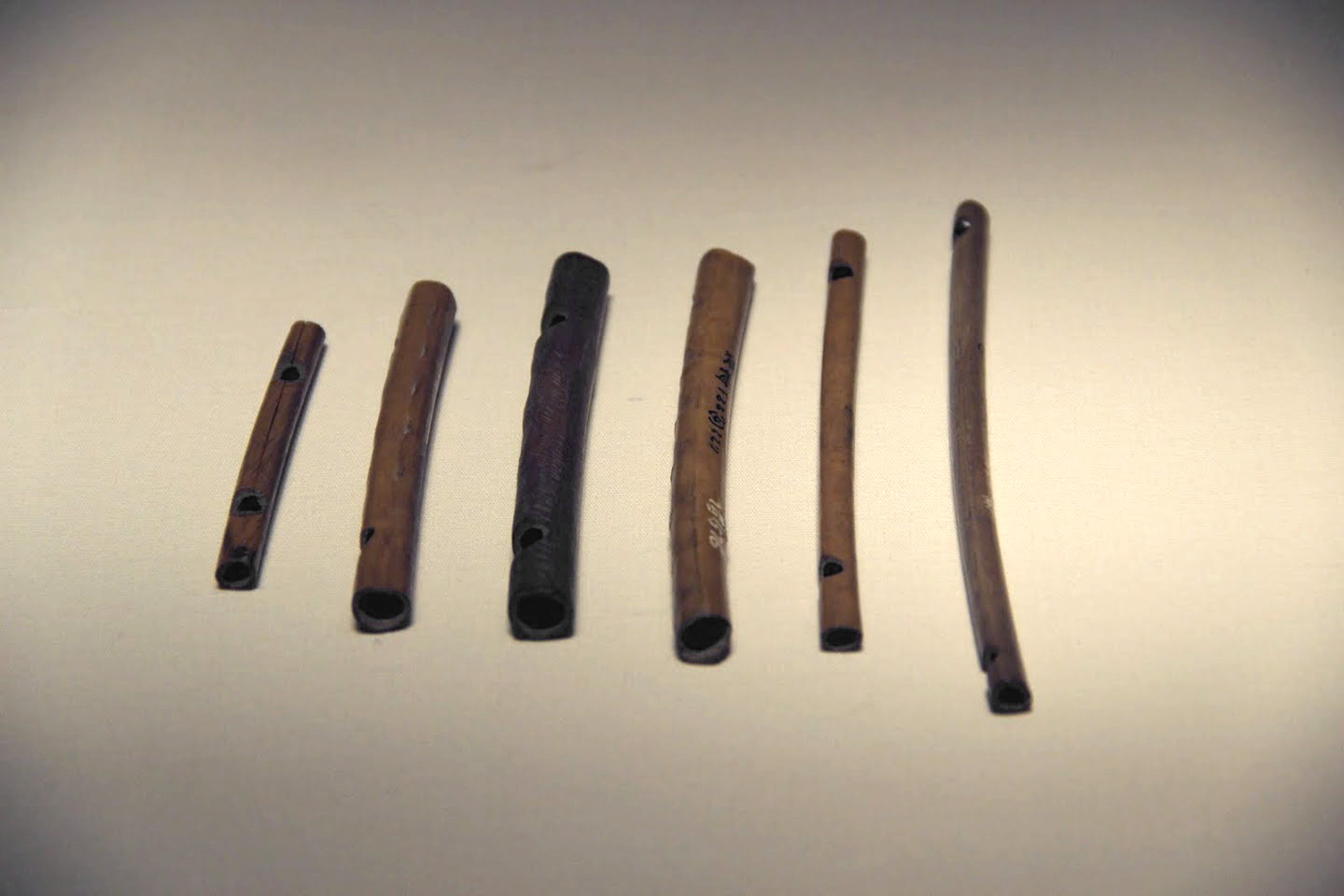
骨の笛。 （中国国家博物館・北京）